# Calle de la República (La Valeta)
La calle de la República (en maltés: Triq ir-Repubblika; anteriormente conocido como Kingsway) es una calle principal en la ciudad capital de La Valeta, la capital de Malta. Tiene aproximadamente 1 km de largo y es conocido por albergar centros legislativos, judiciales y comerciales. Es mayoritariamente peatonal.
La calle de la República se extiende desde Puerta de la Ciudad hacia los graneros en el Fuerte de San Telmo. En su curso descendente, la calle principal corre perpendicular con varias otras calles dado el diseño de cuadrícula de La Valeta. También se encuentra con varios edificios y plazas importantes, como la Puerta de la Ciudad, la Plaza de la Libertad, el Parlamento de Malta, el Palacio Ferreria, la Ópera Real, el Museo Arqueológico, la Plaza de San Juan, los Tribunales de Justicia, el Casino Maltese, la Plaza de la República, el Palacio del Gran Maestre, la plaza de San Jorge, el Palacio Spinola, la Cámara de Comercio o la Casa Rocca Piccola.
Está gestionada por el Ayuntamiento de La Valeta, así como por el gobierno de Malta, incluida la gestión de residuos. Está principalmente dedicada a los peatones, con un uso de vehículos muy limitado: solo se permiten vehículos comerciales para cargar y descargar temprano en la mañana. Esto también se aplica a los vehículos de mantenimiento general. Solo los karozzini y los taxis eléctricos pueden subir y bajar por la calle, mientras que los taxis pueden cruzar en las intersecciones. La Policía de Malta utiliza Segways para patrullar las calles.

## Historia
Después del Gran Sitio de Malta, la Orden de San Juan planeó y construyó La Valeta en un diseño de cuadrícula, con la calle de la República (en ese entonces, Strada San Giorgio) en el medio, para convertirse en la calle principal de la ciudad.
La calle ha tenido varios nombres diferentes a lo largo de la historia. Durante la Orden de San Juan fue conocida como Strada San Giorgio, durante la ocupación francesa fue nombrada Rue Nationale, durante la Malta Británica fue nombrada Strada Reale; y durante el período de mayor anglicización de Malta bajo el primer ministro Gerald Strickland, la calle se llamó Kingsway en 1936. Los malteses cambiaron el nombre de la calle a su nombre actual.
La calle de la República fue fuertemente bombardeada en la Segunda Guerra Mundial y sufrió muchos daños como el resto de la región. Esto se debió a su ubicación en el corazón de una de las ciudades más importantes de Malta.
En la actualidad, La Valeta es un centro de razones políticas, legislativas, judiciales, comerciales, comerciales, minoristas y sociales, como la moda y la música. Se llena durante el período de Navidad.

## Galería

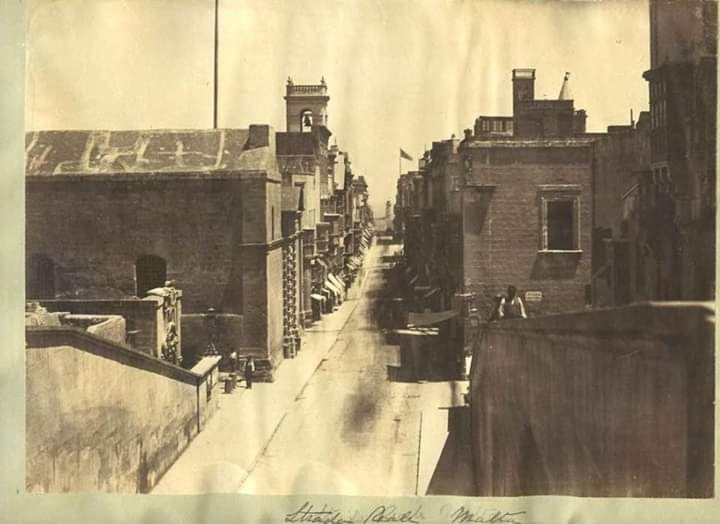
Strada Reale en 1859
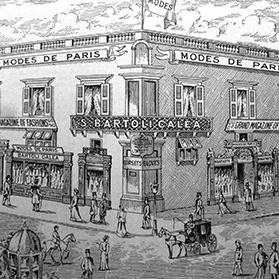
Establecimiento de Bartoli Galea en Kingsway, 1880 (luego A la ville de Londres)
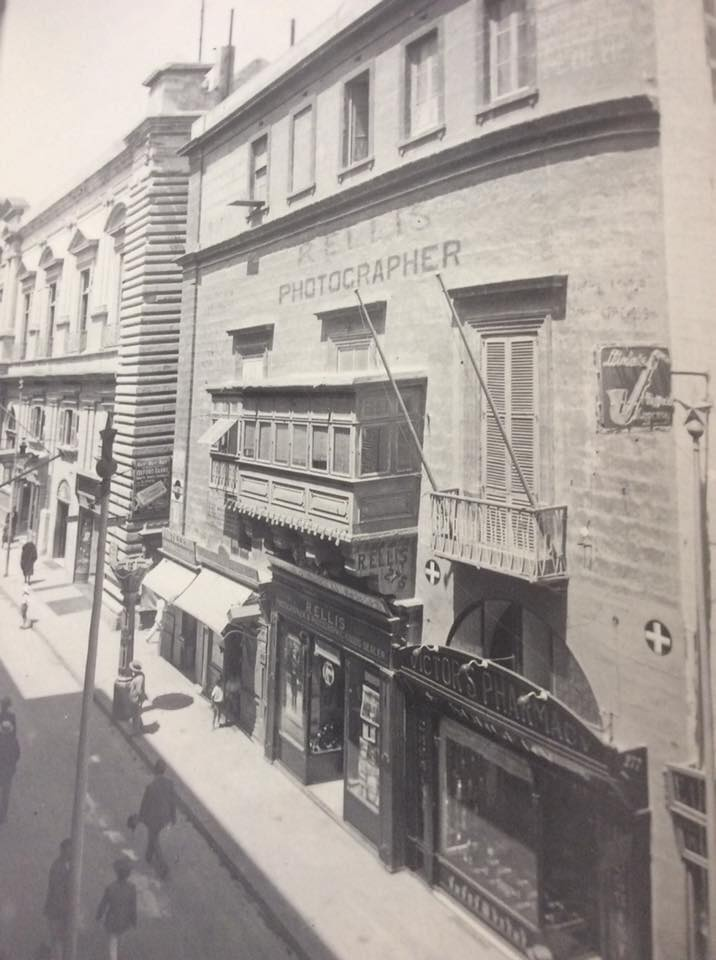
El estudio fotográfico Ellis en Kingsway, hacia 1900
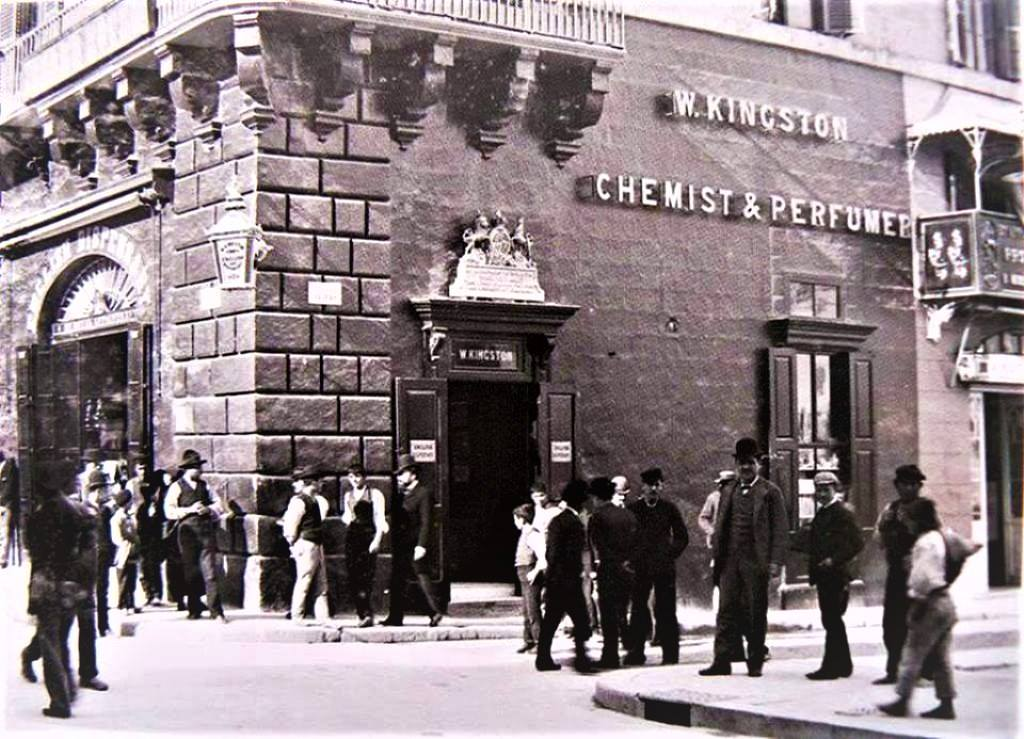
Dispensario de Kingston en Strada Reale, hacia 1900
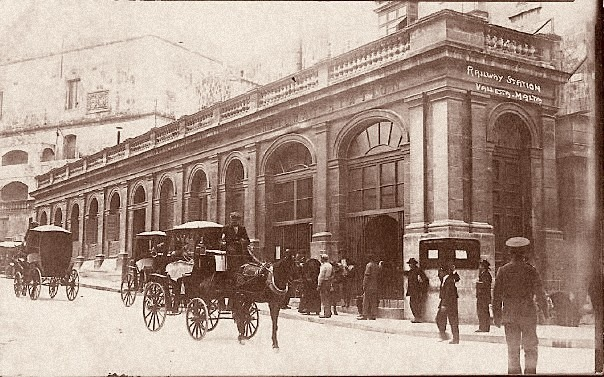
Antigua estación de tren de La Valeta en Kingsway, hacia 1900
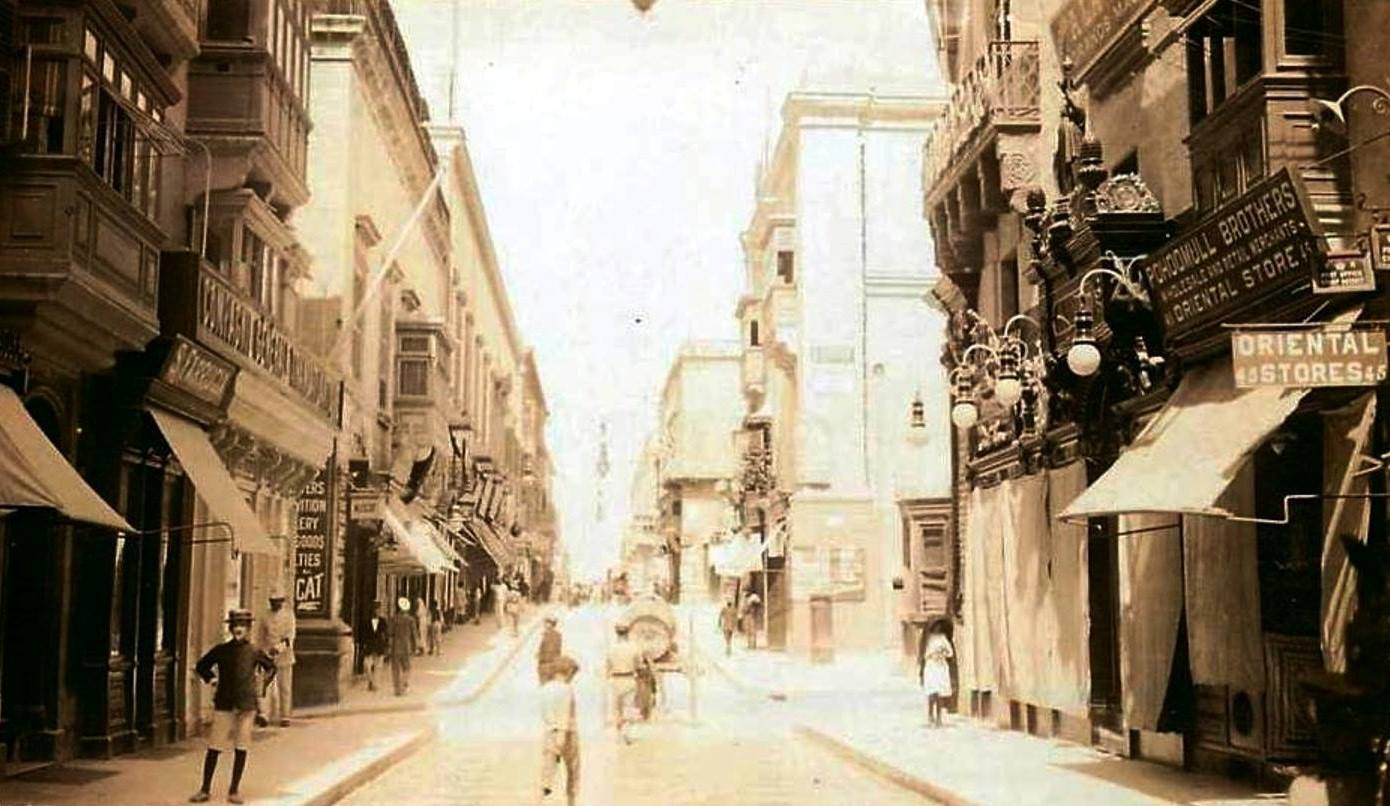
Kingsway, La Valeta en la década de 1910.
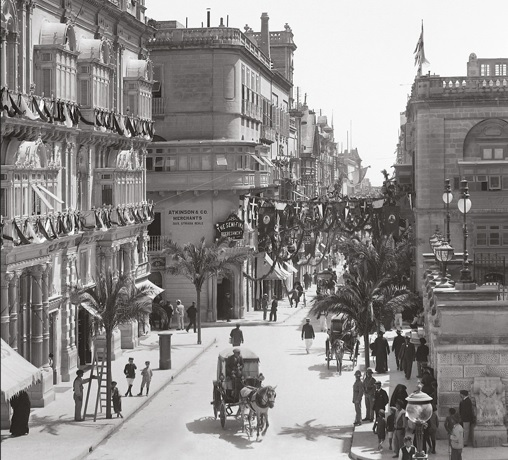
Congreso Eucarístico Internacional en Kingsway, 1913, por Richard Ellis